# 柴郡足球聯賽
柴郡足球聯賽（英語：Cheshire Football League）是英格蘭一個位於柴郡的足球聯賽，2007年前名為中柴郡足球聯賽。分為三個聯賽組別，分別為甲組、乙組和預備組。於1948年成立，最初只得三支球會，分別是班頓、紐斯福特和韋卓治機場。
甲組是第11級聯賽，是西北郡聯賽甲組分支。
由於贊助商關係,2007/08球季聯賽名為。活利贏得2008/09球季聯賽冠軍，乙組則由哥爾賓尼贏得。

## 近年冠軍
近十年冠軍球隊：
| 球季    | 甲組     | 乙組                   |
| ------- | -------- | ---------------------- |
| 1999-00 | 班頓     | 泰福特預備組           |
| 2000-01 | 班頓     | 布希治中央             |
| 2001-02 | 班頓     | 哥斯菲特斯             |
| 2002-03 | 班頓     | 哥爾賓尼               |
| 2003-04 | 米杜域治 | 柏基迪                 |
| 2004-05 | 班頓     | Penketh & Sankey Eagle |
| 2005-06 | 米杜域治 | 甘士利                 |
| 2006-07 | 米杜域治 | 史泰比治               |
| 2007-08 | 史泰爾   | FC曼聯預備組           |
| 2008-09 | 活利     | 哥爾賓尼               |

## 外部連結
- 官網